# Gymnocheta lucida
Gymnocheta lucida är en tvåvingeart som beskrevs av Zimin 1958. Gymnocheta lucida ingår i släktet Gymnocheta och familjen parasitflugor. Inga underarter finns listade i Catalogue of Life.